# Abierto Zapopan
Abierto Zapopan este un turneu profesionist de tenis feminin care se dispută la Guadalajara, Mexic, pe terenuri cu suprafață dură, în aer liber. Turneul a devenit turneu de nivel WTA 250 în 2021. Ediția inaugurală din 2019 a fost un eveniment WTA 125.

## Rezultate

### Simplu
| An          | Campioană                              | Finalistă                              | Scor                                   |
| ----------- | -------------------------------------- | -------------------------------------- | -------------------------------------- |
| ↓ WTA 125 ↓ |                                        |                                        |                                        |
| 2019        | Veronika Kudermetova                   | Marie Bouzková                         | 6–2, 6–0                               |
| 2020        | Anulat din cauza pandemiei de COVID-19 | Anulat din cauza pandemiei de COVID-19 | Anulat din cauza pandemiei de COVID-19 |
| ↓ WTA 250 ↓ |                                        |                                        |                                        |
| 2021        | Sara Sorribes Tormo                    | Eugenie Bouchard                       | 6–2, 7–5                               |

### Dublu
| An          | Campioane                              | Finaliste                              | Scor                                   |
| ----------- | -------------------------------------- | -------------------------------------- | -------------------------------------- |
| ↓ WTA 125 ↓ |                                        |                                        |                                        |
| 2019        | Maria Sanchez Fanny Stollár            | Cornelia Lister Renata Voráčová        | 7–5, 6–1                               |
| 2020        | Anulat din cauza pandemiei de COVID-19 | Anulat din cauza pandemiei de COVID-19 | Anulat din cauza pandemiei de COVID-19 |
| ↓ WTA 250 ↓ |                                        |                                        |                                        |
| 2021        | Ellen Perez Astra Sharma               | Desirae Krawczyk Giuliana Olmos        | 6–4, 6–4                               |